# Інгібітори протонної помпи

Один із інгібіторів протонної помпи — Омепразол.

Інгібітори протонної помпи (ІПП (англ. PPI), інгібі́тори прото́нного насо́са[джерело?]) — група ліків, що зменшують або тривало пригнічують виділення шлункового соку. За механізмом дії ці ліки — інгібітори протонної помпи системи H+/K+ АТФази парієтальних клітин шлунка. Це найефективніші інгібітори шлункової секреції, наявні сьогодні.
ІПП належать до групи антисекреторних ЛЗ, разом з блокаторами H2-рецепторів та М1-холіноблокаторами (М1-холінолітики), проте клінічна ефективність ІПП вища.
За структурою, більшість інгібіторів протонної помпи — похідні бензімідазолу, а нові препарати містять також похідні імідазопіридину.
Найоб'єктивнішим критерієм для оцінки успіху терапії ІПП у пацієнтів з ГЕРХ є езофаго-рН-моніторинг.[джерело?]

## Перелік
- A02BC01 омепразол
- A02BC02 пантопразол
- A02BC03 лансопразол
- A02BC04 рабепразол
- A02BC05 езомепразол
- A02BC06 декслансопразол
- A02BC07 дексрабепразол
- A02BC08 вонопразан
- A02BC09 тегопразан
- A02BC53 лансопразол, комбінації
- A02BC54 рабепразол, комбінації
- Ілапразол[en]